# Prinses Arianehaven
De Prinses Arianehaven is een haven op de Rotterdamse Tweede Maasvlakte. De haven heeft een lengte van 4,76 km en is vernoemd naar Prinses Ariane der Nederlanden.